# Canadair CL-415

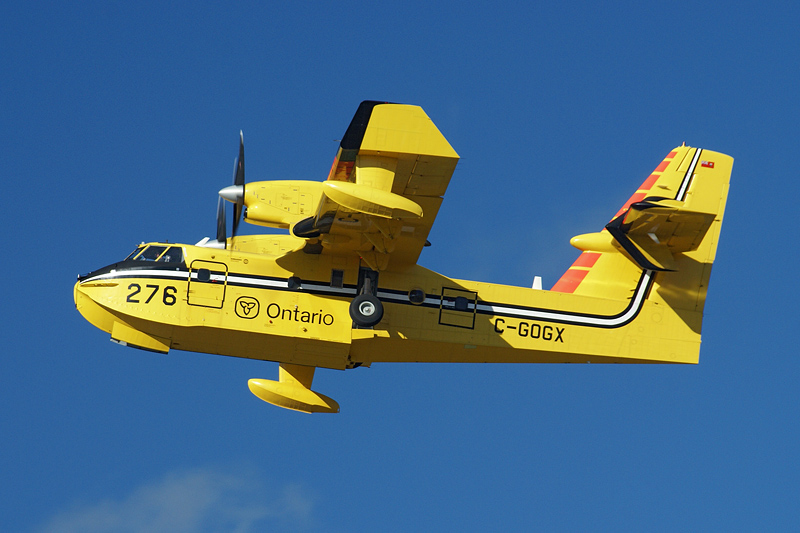
Canadair CL-415 im Einsatz bei Dryden, Ontario

Canadair CL-415 ist ein Amphibienflugzeug des kanadischen Herstellers Viking Air, das hauptsächlich als Löschflugzeug bei Waldbränden eingesetzt wird. Außerdem wird die Maschine als Patrouillenflugzeug genutzt. Sie ist der Nachfolger der Canadair CL-215, von der sie sich im Wesentlichen durch die modernen Propellerturbinen statt der Kolben-Sternmotoren unterscheidet.
Für zivile Passagier- und Frachttransportaufgaben wird die CL-415 M angeboten. Diese Version hat ein höheres zulässiges Startgewicht.

## Entwicklung
Erstflug der CL-415 war am 6. Dezember 1993. Außer an kanadische Betreiber (17 Stück) sind Maschinen noch nach Frankreich (12), Griechenland (7), Italien (19), Kroatien (6), Malaysia (2), Marokko (5), Spanien (4) und die USA (4) geliefert worden.
Derzeit gibt es zwar einige größere und leistungsfähigere Amphibienflugzeuge, die teilweise auch als Löschflugzeuge eingesetzt werden, wie die russische Berijew Be-200 mit Strahlantrieb, die Berijew Be-12, die noch in Entwicklung befindliche japanische ShinMaywa US-2 und die chinesische Avic AG600. Aufgrund der geringen Produktionszahlen der genannten größeren Amphibienflugzeuge ist die Canadair CL-415 als Löschflugzeug auf dem weltweiten Markt praktisch konkurrenzlos.
Aufgrund der wirtschaftlichen Probleme stellte der ehemalige Hersteller Bombardier die Produktion Ende 2015 ein und verkaufte das Programm im Juni 2016 an Viking Air.
Viking Air entwickelte anschließend die Version CL-415 EAF („Enhanced Aerial Firefighter“). Hierbei handelt es sich um modernisierte gebrauchte CL-215 der Serie V. Neben PW100-Propellerturbinen wurden die Avionik sowie Flugsteuerung und Hydraulik modernisiert. Im Juni 2019 gab die Regierung Indonesiens den Umbau einer CL-215 in ein Exemplar dieser neuen Variante in Auftrag. Weitere 6 EAF wurden 2020 von der privaten Bridger Aerospace (USA) beschafft. Im gleichen Jahr wurde die historische de Havilland Canada durch die Muttergesellschaft Longview Aviation Capital wiederbelebt.
Neben der CL-415 EAF werden nach ihrem Programmstart 2022 auch neu gebaute DHC-515 durch den Hersteller angeboten.

## Konstruktion

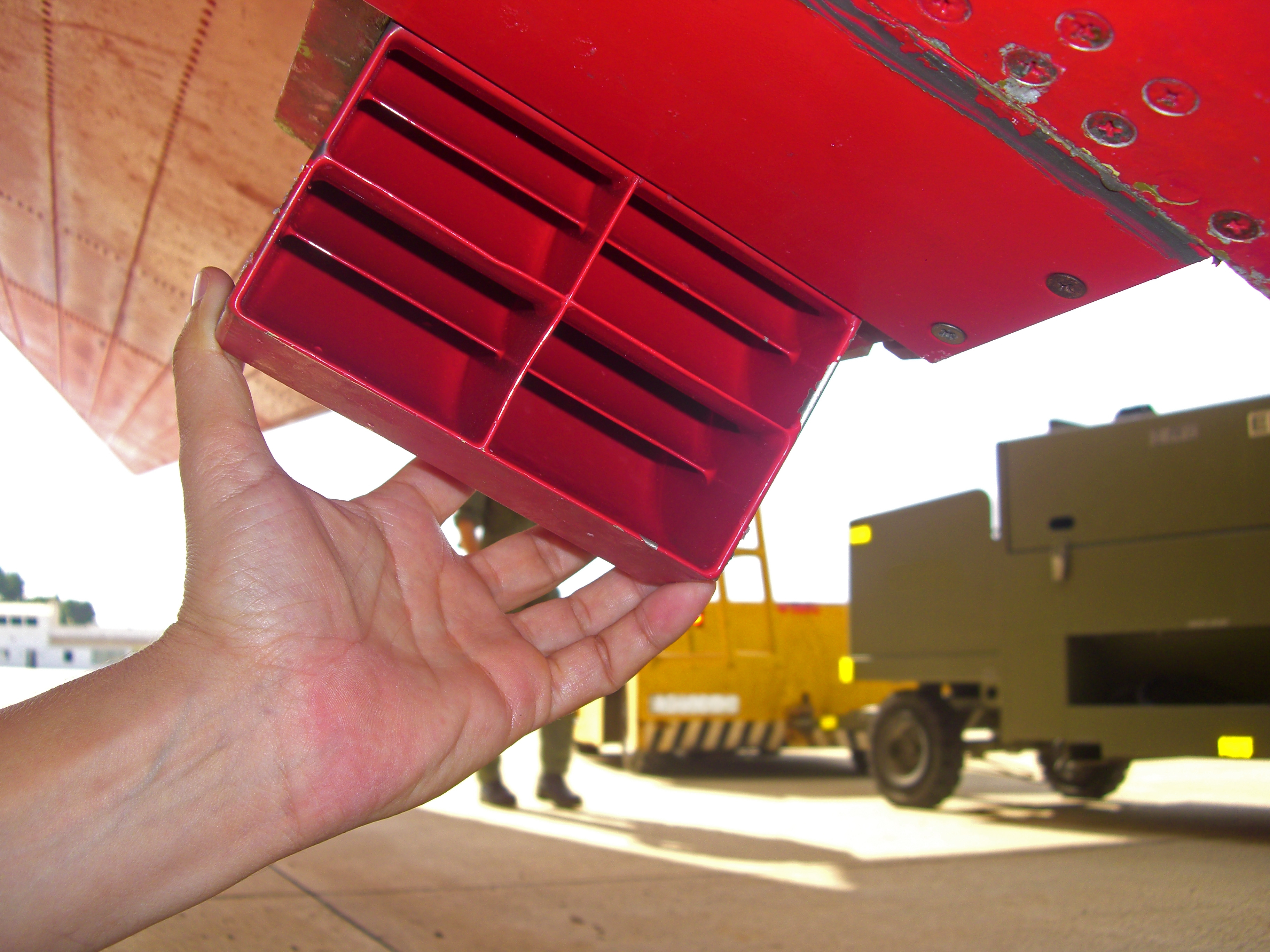
Ausfahrbare Hutzen (engl. Scoops) für die Wasseraufnahme

Das Löschwasser kann während eines Touch-and-Go-Manövers in Gleitfahrt an der Wasseroberfläche mit – je nach Serienstand – bis zu 80 oder 90 Knoten Geschwindigkeit über Wasser (ca. 148 bzw. 167 km/h)  während etwa 12 Sekunden aufgenommen werden. Dabei taucht der Boden des Rumpfes geringfügig ins Wasser ein. Zwei hinter der Schwimmerstufe des Rumpfes angebrachte, ausfahrbare Hutzen (engl. Scoops) fördern das Wasser unter Ausnutzung der Relativgeschwindigkeit des Wassers gegenüber dem Flugzeug hydrodynamisch in den Tank.
Im Boden des Rumpfes liegen 4 schmale, längs orientierte Klappen, die an den Längsseiten abgelenkt 90° nach unten geklappt werden, um binnen etwa 3 Sekunden den Wasserinhalt abzuwerfen. Das Öffnen dieser Klappen kann notfalls auch rein mechanisch durch Handkraft erfolgen.
Nahe den Enden der Tragflächen liegt unterhalb jeweils ein Stützschwimmer, um im Schwimmzustand (und beim Landen und Starten) das seitliche Kippen (Krängen, Rollen) zu begrenzen und so das Eintauchen der Flügelspitzen in Wasser zu verhindern.
Die Ausleger der zwei hinteren Fahrwerksräder werden außerhalb der Kabine nach oben geklappt.

## Zwischenfälle
- Am 27. Oktober 2022 stürzte die CL-415 mit dem Luftfahrzeugkennzeichen I-DPCN bei Löschflügen gegen einen Waldbrand an den Hängen des Vulkans Ätna in der Nähe von Linguaglossa (Sizilien) ab. Beide Piloten kamen ums Leben. Die Maschine war im Besitz des Dipartimento dei Vigili del Fuoco, del Soccorso Pubblico e della Difesa Civile (Abteilung für Feuerwehr, öffentliche Rettung und Zivilschutz), wurde aber von Babcock betrieben.[5]

## Technische Daten

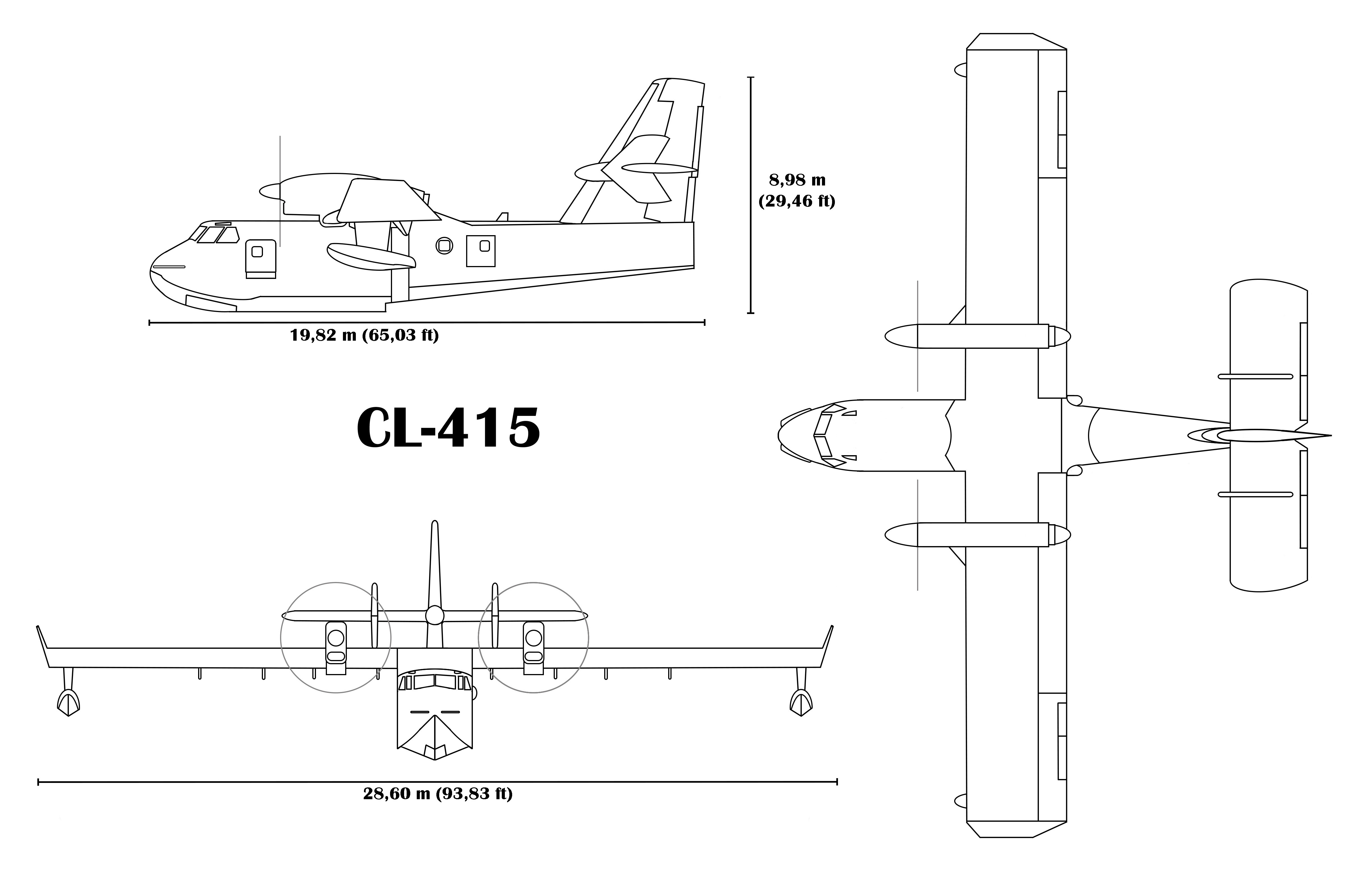
Canadair CL-415

| Kenngröße                                         | Daten                                                                                        |
| ------------------------------------------------- | -------------------------------------------------------------------------------------------- |
| Besatzung                                         | 2                                                                                            |
| Passagiere                                        | 30                                                                                           |
| Länge                                             | 19,82 m                                                                                      |
| Spannweite                                        | 28,61 m                                                                                      |
| Höhe                                              | 8,98 m                                                                                       |
| Flügelfläche                                      | 100,33 m²                                                                                    |
| Flügelstreckung                                   | 8,2                                                                                          |
| Antrieb                                           | zwei Propellerturbinen Pratt & Whitney Canada PW123AF mit je 2.380 WPS                       |
| Leermasse                                         | 11.789 kg (als Löschflugzeug: 12.043 kg)                                                     |
| Nutzlast                                          | 4.790 kg Fracht oder 6.123 kg (= 6.123 l, süß) Löschwasser                                   |
| max. Startmasse                                   | 17.100 kg (von Wasser, ab unterhalb Gleiten, also Verdrängerfahrt) bzw. 19.800 kg (von Land) |
| max. Flugmasse                                    | 21.000 kg (bei max. Wasseraufnahme (im Gleiten auf Wasser) als Löschflugzeug)                |
| Höchstgeschwindigkeit                             | 376 km/h in 1.525 m Höhe                                                                     |
| Reisegeschwindigkeit                              | 287 km/h                                                                                     |
| Anfangssteiggeschwindigkeit                       | 7 m/s bei 20.870 kg                                                                          |
| Startstrecke                                      | 844 m (Land) 814 m (Wasser)                                                                  |
| Landestrecke                                      | 674 m (Land) 664 m (Wasser)                                                                  |
| max. Reichweite                                   | 2.427 km                                                                                     |
| Wasserabwurfrate                                  | 54.140 l/h bei 11 km Distanz zwischen Brandherd und Gewässer zur Wasseraufnahme              |
| Füllzeit der Tanks, auf Wasseroberfläche gleitend | 12 s                                                                                         |